# Stil TV
Stil TV byla česká televizní stanice. Její vysílání bylo zahájeno v kabelových sítích UPC v 10. října 2011, v noci z 2. na 3. ledna 2012 pak bylo zahájeno vysílání na satelitu, odpoledne 3. ledna v Regionální síti 1 a 18. února v multiplexu ReVi (DVB-T). Televize Stil byla přímým nástupcem zkrachovalé stanice Public TV. Vysílání probíhalo formou inzertních bannerů na podkladu, který obsahoval tematicky zaměřené programové bloky v délce 6 až 8 hodin. Šlo zejména o hudbu, zpravodajství, cestování, sport a motorismus, domácnost, hobby, životní styl, interaktivní formáty a reklamu. Přispívalo například i vydavatelství Česká muzika. Nástupcem Stil TV je od srpna 2012 Šlágr TV.
Řádný držitelem licence Stil TV byla společnost TPMC s.r.o., které byla přidělena licence na základě rozhodnutí RRTV ze dne 22. 1. 2008.